# مشمی
مشمی یا مشما روستایی در دهستان بالا دشت بخش مرکزی شهرستان گرمه استان خراسان شمالی ایران است.

## جمعیت
بر پایه سرشماری عمومی نفوس و مسکن در سال ۱۳۹۵ جمعیت این مکان ۷۵ نفر (۲۳خانوار) بوده‌است.